# Iļja Šadčins
Iļja Šadčins (ur. 2 lipca 1994 w Lipawie) – łotewski piłkarz, grający na pozycji lewego pomocnika.

## Kariera piłkarska

### Kariera klubowa
Jest wychowankiem drużyny Liepājas Metalurgs. Początkowo grał w zespole rezerw tej drużyny, który ówcześnie występowała w 1. līdze. W sezonie 2010 razem z nią zajął 4. pozycję w 1. līdze. W sezonie 2011 jego zespół zajął 2. lokatę. 1 stycznia 2012 roku został przeniesiony do pierwszego zespołu tego klubu, który wówczas występował w Virslīdze.
Sezon 2012 zakończył z zespołem na 4. pozycji, tracąc 8 punktów do drużyny z pierwszego miejsca – klubu Daugava Dyneburg. W sezonie 2013 jego ekipa zakończyła rozgrywki na 5. lokacie. Na początku 2014 roku jego drużyna Liepājas Metalurgs zakończyła swoją działalność po ogłoszeniu przez właściciela klubu upadłości. Jeszcze w styczniu tegoż roku został założony klub FK Liepāja i jako spadkobierca Metalurgs zajął jego miejsce w lidze i debiutował w najwyższej lidze Łotwy. W związku z zaistniałą sytuacją sportowiec przeszedł na zasadzie wolnego transferu do klubu FK Liepāja. W sezonie 2014 jego drużyna uplasowała się na 4. pozycji.
Nie ma informacji o tym do kiedy wiąże go umowa z klubem FK Liepāja.

### Kariera reprezentacyjna
Iļja Šadčins wystąpił w jednym meczu reprezentacji Łotwy U-16, sześciu spotkaniach tej reprezentacji Łotwy do lat 17 oraz w trzech meczach reprezentacji Łotwy do lat 19.
W barwach reprezentacji Łotwy U-21 wystąpił w pięciu meczach w ramach eliminacji do Mistrzostw Europy U-21 w 2015 roku w Czechach. Jednak jego drużyna zajęła dopiero, przedostatnie, 4. miejsce w grupie, i w efekcie nie zakwalifikowała się na te mistrzostwa.